# Alfred Wiślicki

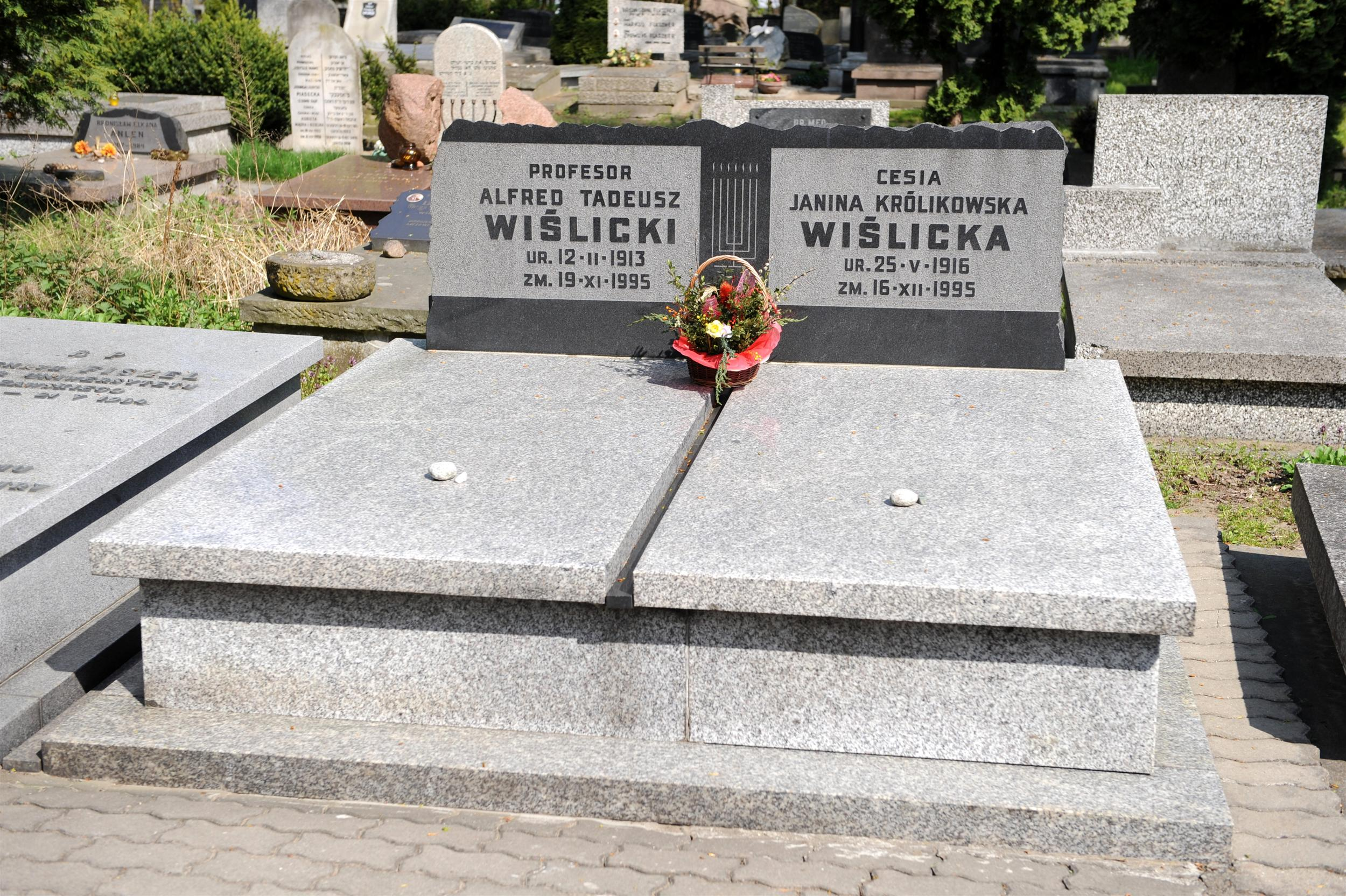
Grób Wiślickich na cmentarzu żydowskim przy ul. Okopowej w Warszawie

Alfred Tadeusz Wiślicki (ur. 12 lutego 1913, zm. 19 listopada 1995 w Warszawie) – polski profesor nauk technicznych pochodzenia żydowskiego, wieloletni pracownik Politechniki Warszawskiej i Instytutu Mechanizacji Budownictwa i Górnictwa Skalnego; założyciel Polskiego Towarzystwa Historii Techniki i jego prezes, od rozpoczęcia działalności PTHT (1984) do śmierci. W 1957 pełnił również funkcję dyrektora Muzeum Techniki w Warszawie.

## Życiorys
Syn Wacława (1882–1935) i Natalii z d. Oryng (1885–1967).
Na jesieni 1939 przedostał się na Wschód, gdzie pracował m.in. jako mechanik w miejscowości Marks pod Saratowem. Był przypuszczalnie (jak podaje Bolesław Orłowski) autorem pierwszej odezwy do utworzenia polskiego wojska przy Armii Czerwonej, zamieszczonego w „Nowych Widnokręgach”. Następnie służył w 1 Warszawskiej Dywizji Piechoty i jako inspektor w stopniu kapitana w Zarządzie Politycznym Wojska Polskiego przy 1 Armii WP w ZSRR. Od lipca 1944 podlegały mu wszystkie Grupy operacyjne, jakie formował Komitet Ekonomiczny RM PKWN i Ministerstwa Przemysłu na terenie kraju w celu zabezpieczenia mienia przemysłowego przed dewastacją i wywózką do ZSRR.
Po śmierci spoczął na cmentarzu żydowskim przy ul. Okopowej w Warszawie (kwatera 8, rząd 14). Obok niego została pochowana jego żona – Cesia Janina z d. Królikowska (1916–1995).

## Twórczość
Alfred Wiślicki wydał kilkanaście książek z dziedziny mechaniki i mechanizacji budownictwa:
- 1973 – Kierunki rozwoju maszyn i mechanizacji robót ziemnych
- 1976 – Rozwój koparek w przekroju historycznym
- 1977 – Metodyka prognozowania i programowania rozpoznawczego mechanizacji budownictwa
- 1978 – Kompleksowa metoda oceny wykorzystania maszyn podstawowych w budownictwie
- 1978 – The bulldozer-tracklayer-soil system: dependence of bulldozer blade and locomotion-set performance
- 1986 – Prawidłowości rozwojowe mechanizacji budownictwa
- 1995 – Historia koparek i pogłębiarek do początków XX wieku

## Odznaczenia
- Krzyż Kawalerski Orderu Odrodzenia Polski (1946)[7]
- Złoty Krzyż Zasługi (1955)[8]
- Medal 10-lecia Polski Ludowej (1955)[9]